# Jaime de los Santos González
Jaime Miguel de los Santos González (Madrid, 6 d'agost de 1978) és un publicista i expert en moda espanyol, conseller de Cultura, Turisme i Esports de la Comunitat de Madrid des de 2017.
Nascut el 6 d'agost de 1978 a Madrid, es va llicenciar en història de l'art per la Universitat Complutense de Madrid. Va estar emprat al Gabinet de la Presidència de Moncloa, on va arribar a treballar d'assistent personal i d'imatge d'Elvira Rodríguez, Viri. Director general de Promoció Cultural de la Comunitat de Madrid, el setembre de 2017, en una reestructuració del Consell de Govern de la Comunitat de Madrid va ser posat al cap de la Conselleria de Cultura, Turisme i Esports per Cristina Cifuentes. Va prendre possessió del càrrec el 26 de setembre.